# Hilara nova
Hilara nova är en tvåvingeart som beskrevs av Siebke 1877. Hilara nova ingår i släktet Hilara och familjen dansflugor.
Artens utbredningsområde är Norge. Inga underarter finns listade i Catalogue of Life.